# اس. دی. جونز
اس. دی. جونز (انگلیسی: S. D. Jones; ۳۰ مارس ۱۹۴۵ – ۲۶ اکتبر ۲۰۰۸) کشتی‌گیر کشتی حرفه‌ای اهل ایالات متحده آمریکا بود.